# مرثیه‌های خاک
مرثیه‌های خاک عنوان مجموعه شعری است از احمد شاملو شاعر معاصر ایرانی. از مهم‌ترین شعرهای این کتاب می‌توان به مرثیه، هملت، و تمثیل اشاره کرد.